# Château de la Barre (Brégnier-Cordon)
Pour les articles homonymes, voir Château de la Barre.
Le château de la Barre est un ancien château fort, du XIVe siècle remaniée au XXe siècle, centre de la seigneurie de La Barre, qui se dresse sur le territoire de la commune française de Brégnier-Cordon, dans le département de l'Ain en région Auvergne-Rhône-Alpes.

## Localisation
Le château est situé sur la commune de Brégnier-Cordon sur le versant ouest du mont de Cordon, en Bugey, dans le département français de l'Ain.

## Historique
Le château aurait été fondé au XIIe siècle par des vassaux des comtes de Savoie.
Le fief est entre les mains en 1344 de Guillaume de Cordon, chevalier, qui en fait hommage le 15 octobre de la même année à Louis de Savoie, seigneur de Vaud. Le 19 janvier 1362, son fils, Rodolphe de Cordon, chevalier, seigneur des Marches en Bugey (Saint-Benoît), en reçoit une nouvelle inféodation, avec justice haute, moyenne et basse, sur les hommes, et fiefs, du comte Amédée V de Savoie.
La seigneurie de La Barre, dépendant du mandement de Cordon, resta dans la famille de Cordon jusqu'à la disgrâce d'Aynard de Cordon. Sa femme, Louise de Chambost, la vend en 1435 à Humbert de Beaumont, seigneur de Pellafol, pour sûreté de sa dot. Ce dernier fut remboursé par le duc de Savoie qui inféode successivement la terre de la Barre à Pierre Juillet, le 19 octobre 1444, puis à Lambert de Lusignan, cardinal de Chypre, le 24 janvier 1446, puis encore à Jacques de Clermont, chevalier, et enfin à Louis Bonivard, écuyer, le 10 mai 1449. Elle passe le 10 octobre 1488 aux La Forest, par le mariage d'Antoine de La Forest avec Claire Bonivard. Il reste peu de choses de l'ancien château du Moyen Âge, ceinturé de tours.
Les La Forest, aux XVIe et XVIIe siècles, transformèrent La Barre en demeure d'agrément, avec de beaux jardins. Le château gardait cependant encore un aspect féodal, mais vendu par les La Forest, au XVIIIe siècle, il est aujourd'hui en grande partie ruiné. Au XVIIe siècle la seigneurie était très importante et les droits de justice couvraient plusieurs fiefs en dépendant. Elle a donné son nom à une branche des La Forest éteinte en 1745.
Le Rouge et le Noir
Le château a été le théâtre d'un fait divers impliquant un jeune séminariste du village de Brangues, Antoine Berthet, engagé en 1826 par le comte de Cordon comme précepteur de ses enfants. Berthet aurait séduit la jeune Henriette de Cordon, ce qui aurait provoqué son renvoi. Persuadé pour sa part que son ancienne maîtresse, l'épouse du maire de Brangues, était à l'origine de son licenciement, il fit feu sur elle dans l'église de Brangues. Arrêté et condamné à mort, il fut exécuté à Grenoble en 1828.
Il est admis que Stendhal, familier des tribunaux et des affaires judiciaires, s'est inspiré de ce fait divers pour écrire son roman Le Rouge et le Noir.

## Description
Le bâtiment principal actuel date de l'origine du château fort, XIIIe siècle ; c'est le donjon carré, à six niveaux qui culmine à 32 mètres ; il a été constamment habité ; les fortifications remontent au XIIIe siècle[réf. nécessaire].